# Hans-Georg von Friedeburg
Hans-Georg von Friedeburg (ur. 15 lipca 1895 w Strasburgu, zm. 23 maja 1945 we Flensburgu) – niemiecki wojskowy, generał admirał. Zastępca dowódcy broni podwodnej Karla Dönitza i jego następca jako naczelny dowódca Kriegsmarine (1 maja – 9 maja 1945). Sygnatariusz aktu kapitulacji Niemiec.

## Życiorys
W marynarce wojennej (okręty podwodne) służył od 1914. Podczas II wojny światowej dowódca U-27. Zagorzały zwolennik rządów Karla Dönitza i jego polityki używania okrętów podwodnych, zdecydowany w swych działaniach marynarz.
W dniu 4 maja 1945 na wzgórzu o nazwie Timeloberg, znajdującym się w pobliżu miasta Lüneburg w północnych Niemczech, podpisał wobec marszałka Montgomery'ego reprezentującego aliantów akt kapitulacji wojsk Wehrmachtu w północnych Niemczech, Danii i Holandii, kończący działania wojenne II wojny światowej na froncie zachodnim. Wzgórze to zostało nazwane przez Brytyjczyków mianem Victory Hill (pol. Wzgórze Zwycięstwa).
Jako jedyny z niemieckich oficerów uczestniczył w podpisywaniu wszystkich aktów kapitulacji III Rzeszy. 4 maja 1945 był jednym z sygnatariuszy aktu częściowej kapitulacji Niemiec przed Brytyjczykami w Lüneburgu ograniczającego się do terenów północnych Niemiec, Holandii oraz Danii. Następnie, 7 maja 1945 uczestniczył w podpisywaniu aktu bezwarunkowej kapitulacji III Rzeszy w Reims. Wreszcie był on, obok feldmarszałka Wilhelma Keitla oraz gen. Hansa-Jürgena Stumpffa, jednym z sygnatariuszy ponownego aktu bezwarunkowej kapitulacji Niemiec, zawartego 8 maja 1945 w Berlinie.
9 maja 1945 roku został zdymisjonowany przez Aliantów. Podczas próby przesłuchania popełnił samobójstwo.

## Odznaczenia
- Krzyż Żelazny I i II Klasy z Okuciem Ponownego Nadania[3]
- Kawaler II klasy Orderu Lwa Zeryngeńskiego z mieczami (Badenia)[4]
- Krzyż Honorowy dla Walczących na Froncie[3]
- Odznaka za Służbę Wojskową[3]
  - IV Klasy
  - III Klasy
  - II Klasy
  - I Klasy
- Srebrny Krzyż Hiszpanii[3]
- Krzyż Zasługi Wojennej I i II klasy z mieczami[3]
- Srebrny Krzyż Niemiecki (6 czerwca 1942)[3]
- Krzyż Rycerski Krzyża Zasługi Wojennej z mieczami (17 stycznia 1945)[3]